# 近刺大吉猛水蚤
近刺大吉猛水蚤（学名：Tachidius vicinospinalis）为大吉猛水蚤科大吉猛水蚤属的动物，是中国的特有物种。分布于广东、福建等地，常栖息于淡水及低盐度的咸淡水中。